# T97手槍
T97手槍是由中華民國聯勤205兵工廠開發的手槍。

## 設計
T97的原型仿自格洛克19，槍身大量採用塑料製造，而且它的零件也不多因而簡化保養工作，也能像原型一樣安裝各種戰術配件，可是T97跟原型還有不同之處。
T97於套筒上有一個手動保險，向下按可以關閉扳機功能，迫使撞針無法釋放，向上按時能夠射擊，因此T97比較格洛克19之下有多一道保險。T97 只提供10發彈匣，比較格洛克19之下少了5發子彈。

## 採用
T97原先預定為警政署而生產，但警政署並未採購，原因為警察單位高層不信任格洛克手槍的內置擊錘所致。
警政署的下一代用槍一直都以外國槍枝為優先參考，當中以USP/P226/M&P/M系列等在拉鋸，以取代現時使用的S&W M5904，最後警政署宣布改用M&P9C作為下一代配槍，優先換發刑事警察與女警。

## 使用國
- 中華民國
  - 中華民國國軍：少量配發憲兵、陸軍單位進行測試